# Jeff Moore
Jeffery Dwayne Moore (Kosciusko, 20 agosto 1956) è un ex giocatore di football americano statunitense che ha giocato nel ruolo di running back nella National Football League (NFL). Fu scelto nel corso del dodicesimo giro (319º assoluto) del Draft NFL 1979 dai Seattle Seahawks. Al college giocò a football alla Jackson State University.

## Carriera professionistica
Moore fu scelto nel corso del dodicesimo giro del Draft 1979 dai Seattle Seahawks. Rimase con essi per tre stagioni e 32 partite. Nella stagione 1982 passò ai San Francisco 49ers dove disputò la miglior stagione della carriera segnando complessivamente 8 touchdown, 4 su corsa e 4 su ricezione, in sole nove presenze. L'ultima stagione da professionista, Moore la passò nel 1984 con i Washington Redskins.

## Statistiche
| Partite totali   | 63    |
| Yard corse       | 722   |
| Yard ricevute    | 1.103 |
| Touchdown totali | 13    |